# Distrikt Shunte
Der Distrikt Shunte, alternative Schreibweise: Distrikt Shunté, liegt in der Provinz Tocache in der Region San Martín in Nord-Peru. Der Distrikt wurde am 6. Dezember 1984 gegründet. Er hat eine Fläche von 1060 km². Beim Zensus 2017 lebten 1328 Einwohner im Distrikt. Im Jahr 1993 lag die Einwohnerzahl bei 1443, im Jahr 2007 bei 1163. Die Distriktverwaltung befindet sich in der auf einer Höhe von etwa 1200 m gelegenen Ortschaft Monte Cristo mit 428 Einwohnern (Stand 2017). Monte Cristo liegt am rechten Flussufer des Río Tocache, einem linken Nebenfluss des Río Huallaga, 30 km südwestlich der Provinzhauptstadt Tocache.

## Geographische Lage
Der Distrikt Shunte liegt im Südwesten der Provinz Tocache. Der Distrikt liegt am Ostufer des Río Huallaga. Der Distrikt liegt in der Ostkordillere. Der Río Tocache entwässert das Areal nach Osten.
Der Distrikt Shunte grenzt im Süden an den Distrikt Cholón (Provinz Marañón), im Südwesten an den Distrikt Huacrachuco (Provinz Marañón), im Westen an die Distrikte Tayabamba und Ongón (beide in der Provinz Pataz), im Norden an den Distrikt Pólvora sowie im Osten an die Distrikte Tocache und Uchiza.

## Orte im Distrikt
Neben dem Hauptort Monte Cristo gibt es folgende größere Orte im Distrikt:
- Tambo de Paja (218 Einwohner)